# قنطرة كيلفن
قنطرة كيلفن وتسمى أيضا قنطرة كيلفن المزدوجة وفي بعض البلدان قنطرة طومسون، هي أداة قياس مستخدمة لقياس المقاومات الكهربائية المجهولة الأقل من 1 أوم. وهي مصممة خصيصا لقياس المقاومات التي يتم بناؤها كرابع مقاوم طرفي.
وتعدُّ قنطرة كيلفن نموذجا معدلا من قنطرة ويتستون، والغرض من التعديل هو إلغاء تأثير مقاومات التلامس مع أطراف الجهاز في حالة توصيل مقاومة مجهولة في دائرة القنطرة بهدف قياس قيمتها.

مخطط الرسم البياني لقنطرة كيلفن

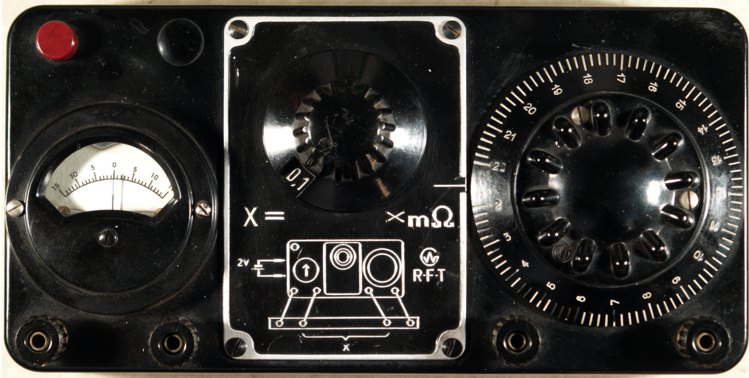
قنطرة كيلفن التجارية

## روابط خارجية
- DC Metering Circuits chapter from Lessons In Electric Circuits Vol 1 DC free ebook and Lessons In Electric Circuits series.
- Discussion of 4 terminal measurement and ohmmeters in general.[وصلة مكسورة]